# Гурвиц, Дэвид
Дэвид Гурвиц (англ. David Hurwitz) — американский музыкальный критик, специализирующийся в области академической музыки.
Известен благодаря множеству публикаций в Интернете — прежде всего, в авторской колонке на сайте Amazon.com и на собственном сайте Гурвица classicstoday.com. Гурвицу принадлежит также ряд популярных книг начиная с известного музыкального гида «Beethoven or Bust: A Practical Guide to Understanding and Listening to Great Music» (1992), представляющего собой своеобразный план прослушивания выдающихся произведений, рассчитанный примерно на 350 сочинений (каждому Гурвицем даётся краткая эссеистическая характеристика). Пользуется спросом серия Гурвица «Открывая секреты мастеров» (англ. Unlocking the Masters), в которой вышли книги, посвящённые творчеству Гайдна, Дворжака, Сибелиуса, вокальным и инструментальным произведениям Моцарта, симфониям Малера и Шостаковича.